# Maison Madame Rosita
Maison Madame Rosita foi um ateliê de alta costura e peleteria dos anos 60 na avenida Paulista, São Paulo, Brasil.
Tradicional casa de modas e peleteria,  a Peleteria Americana estava situada na rua Barão de Itapetininga, desde 1930.
Em 1963 a Peleteria Americana passa a chamar-se Maison Madame Rosita, e se instala no Conjunto Nacional na avenida Paulista.
A Maison mudou para sua sede própria, em 1964, num casarão que possuía frigorífico especial para as suas peles, no número 2.295 da avenida. O casarão foi demolido em 1993.